# جون إليس (بروفيسور)
جون إليس (بالإنجليزية: John Ellis)‏ هو بروفيسور بريطاني، ولد في 23 مايو 1952.